# Justicia santelisiana
Justicia santelisiana är en akantusväxtart som beskrevs av S. Acosta C. och T.F. Daniel. Justicia santelisiana ingår i släktet Justicia och familjen akantusväxter. Inga underarter finns listade i Catalogue of Life.